# 802 Epyaxa
802 Epyaxa eller 1915 WR är en asteroid i huvudbältet, som upptäcktes 20 mars 1915 av den tyske astronomen Max Wolf i Heidelberg. Den är uppkallad efter Epyaxa, en drottning i Kilikien.
Asteroiden har en diameter på ungefär 7 kilometer och den tillhör asteroidgruppen Flora.